# Estuarium

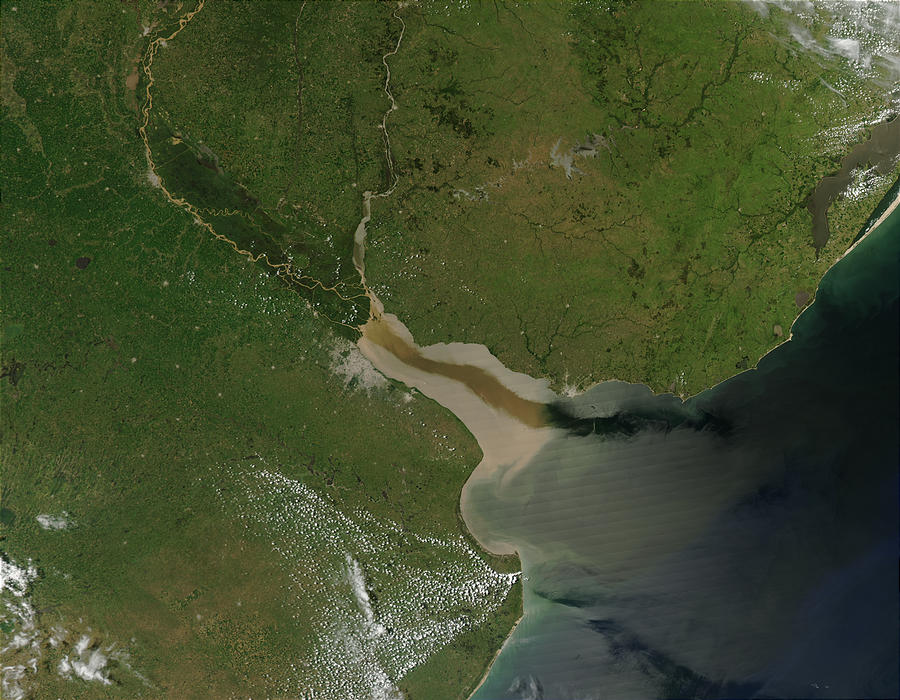
Estuarium van de Río de la Plata op de grens van Uruguay (noorden) en Argentinië (zuiden)

Een estuarium is een verbrede, veelal trechtervormige monding van een rivier, waar zoet rivierwater en zout zeewater vermengd worden en zodoende brak water ontstaat, en waar getijverschil waarneembaar is. Wanneer een rivier als een stelsel van aftakkingen uitmondt spreekt men van een delta.
Estuaria hebben dikwijls een grote natuurwaarde. Ze bestaan typisch uit slikken en schorren of kwelders die heel rijk zijn aan vissen en ongewervelde dieren en zo onder meer op vogels een grote aantrekkingskracht hebben.

## Voorbeelden

### Europa
Nederland heeft sinds de Deltawerken nog twee natuurlijke estuaria: de Westerschelde (monding van de Schelde) en de Eems-Dollard (monding van de Eems). Wat nu het havengebied langs de Nieuwe Waterweg van Rotterdam is, was ooit het estuarium van de Maas, waarin sinds de Romeinse tijd ook de Rijn grotendeels uitmondde (Waal-Merwede, Nederrijn-Lek). Het Hollandsch Diep en Haringvliet werden later het estuarium van de Maas en de hoofdtak van de Rijn, maar zijn inmiddels door sluizen afgesloten van de Noordzee. De Oosterschelde is het voormalig estuarium van de Schelde. De Grevelingen is geen estuarium maar een door herhaaldelijke stormvloeden ontstane inham van de Noordzee.
België heeft enkel de monding van de IJzer als een natuurlijk estuarium.
Andere estuaria in Europa zijn onder meer de mondingen van de Seine, Garonne en Dordogne (Gironde), Somme, Taag, Wezer en Elbe, en vrijwel alle Britse rivieren monden uit in estuaria: Theems, Severn (Bristol Channel), Humber en Mersey.

### Noord-Amerika
Het Canadese eiland Newfoundland kent verschillende estuaria die als natuurgebied erkend zijn vanwege hun groot belang voor watervogels, waaronder het Grand Codroy-, St. George's- en Come By Chance-estuarium.
Sommige estuaria zijn in de loop der tijd echter uitgegroeid tot sterk verstedelijkte gebieden, met New York als bekend voorbeeld.
1. 1 2  (en) Knight, Lindsay (1995). Discoveries, Under the Sea. Sheena Coupe, p. 14-15. ISBN 9780783547602.